# Истереккасы
Истереккасы (чув. Истереккасси) — деревня в Мариинско-Посадском муниципальном округе Чувашской Республики России. С 2004 до 2023 года входила в состав Октябрьского сельского поселения.

## География
Деревня находится в северо-восточной части Чувашии, в пределах Чувашского плато, в зоне хвойно-широколиственных лесов, вблизи истока реки Чулкаси, к северу от автодороги 97Н-028, на расстоянии примерно 17 километров (по прямой) к юго-востоку от города Мариинский Посад, административного центра района. Абсолютная высота — 154 метра над уровнем моря.

### Часовой пояс
Деревня Истереккасы, как и вся Чувашия, находится в часовой зоне МСК (московское время). Смещение применяемого времени относительно UTC составляет +3:00.

## Население
| 2010 | 2012 |
| ---- | ---- |
| 109  | ↗114 |

### Половой состав
По данным Всероссийской переписи населения 2010 года в гендерной структуре населения мужчины составляли 50,5 %, женщины — соответственно 49,5 %.

### Национальный состав
Согласно результатам переписи 2002 года, в национальной структуре населения чуваши составляли 100 % из 114 чел.